# Gyna castanea
Gyna castanea es una especie de cucaracha del género Gyna, familia Blaberidae.

## Distribución
Esta especie se encuentra en Togo y Camerún.